# 賽車計劃2
《赛车计划2》是一款由Slightly Mad Studios开发并由万代南梦宫娱乐所发行在PlayStation 4、Xbox One和Windows平台上的竞速模拟游戏。本作是2015年游戏《賽車計劃》的续作，继续支持HTC Vive和Oculus Rift的虚拟现实显示；相比前作增加了简体中文和繁体中文的游戏内容。
《赛车计划2》在2017年2月正式公布，并于2017年9月22日全球同步正式发售。游戏发售后获得了业界的不错的评价。